# Śiva Saṃhitā
Śiva Saṃhitā, dal sanscrito significa "La raccolta di Shiva", è un'opera di autore sconosciuto del XVIII secolo; è uno dei principali testi di Hatha Yoga, una forma di Yoga basato su una serie di esercizi psicofisici, insieme a Gheraṇḍa Saṃhitā e Haṭhayoga Pradīpikā, ed è considerato il più completo testo di Hatha Yoga sul piano filosofico tra quelli conosciuti. È il testo più recente e, per primo, affronta il concetto che qualunque adepto può essere in grado di praticare yoga e di ottenerne benefici.

## Contenuti
Il testo è organizzato in 5 capitoli (patala) per un totale di 545 strofe:
1. il principio vitale: la liberazione e il punto di vista psicologico dell'Hatha Yoga
2. la conoscenza: le nadi, il fuoco interiore e il jīva
3. la pratica: i venti del corpo (vàyu), l'importanza del guru, i quattro passi dello Yoga, le cinque visualizzazioni e quattro āsana descritti dettagliatamente
4. le mudra: le undici mudrā
5. la meditazione: gli ostacoli che il praticante incontra sulla via della liberazione, i quattro tipi di yoga, l'invocazione dell'ombra, l'ascolto del suono interiore, la dhàranà i centri esoterici di energia (chakra), il ràja-yoga, il ràjadihiràja-yoga, il mantra.